# Černá stráň (Hrubý Jeseník)
Černá stráň (německy Schwarze Leiten) je rozlehlá, špatně přístupná kupa s četnými rulovými a svorovými skálami a skalními sruby. Nejznámější je Kazatelna na jihovýchodním svahu, složená ze staurolitického svoru, se skalním tunelem. Rozléhá v Keprnické hornatině mezi Kouty nad Desnou a Brannou v okrese Šumperk. Nevede zde žádné turistické značení, pouze cykloturistická cesta ve spodních partiích spojující Kouty a Přemyslovské sedlo.

## Lesní železnice
Na svazích Černé stráně se nachází zbytky tří lesních železničních sítí o rozchodu 700 mm sloužících pro svážení káceného a polomového dřeva.
Železnice Františkov – Josefová s odbočkou na Černou stráň byla budována kolem roku 1895 na jihozápadním svahu Černé stráně a v údolí potoka Hučava, provoz ukončen roku 1935. Rok po říjnové vichřici 1897 jsou budovány další dvě sítě. Přemyslov – Černá stráň na jižním svahu a Kouty nad Desnou – Černá stráň na severu a východě. Úzkokolejky byli po roce 1945 rozprodány nebo sešrotovány.

## Památník letecké havárie
17. října 1944 se na jižním úbočí Černé stráně zřítilo maďarské transportní letadlo Junkers JU 52/3mg8e. Letoun letěl z Maďarska na východní frontu ke Krakovu a oklikou přes střední Moravu se vyhýbalo Slovensku, kde tehdy zuřilo Slovenské národní povstání. Pro špatné počasí let probíhal v přízemní výšce. V prostoru Olomouce se letoun dostal do palby pěchotních zařízení, přičemž pilot Z. Oszlányi zahynul. Radistovi G. Inezovi se podařilo nouzově přistát na Černé stráni, ale utrpěl vážná zranění. Palubní technik Tóth svým zraněním podlehl.
Havárii na místě připomínají vedle pomníčku také zbytky spečeného železa a plechu. Jeden úlomek je zabodnutý do kmene stromu.

## Vedlejší vrchol
Necelé 2 km severně od vrcholu se nachází výstupek, spojující Černou stráň s Šeráckou hornatinou. Jde o vedlejší vrchol, pojmenovaný autory projektu Tisícovky Čech, Moravy a Slezska jako Černá stráň – S vrchol (1047 m, souřadnice 50°8′10″ s. š., 17°4′30″ v. d.).

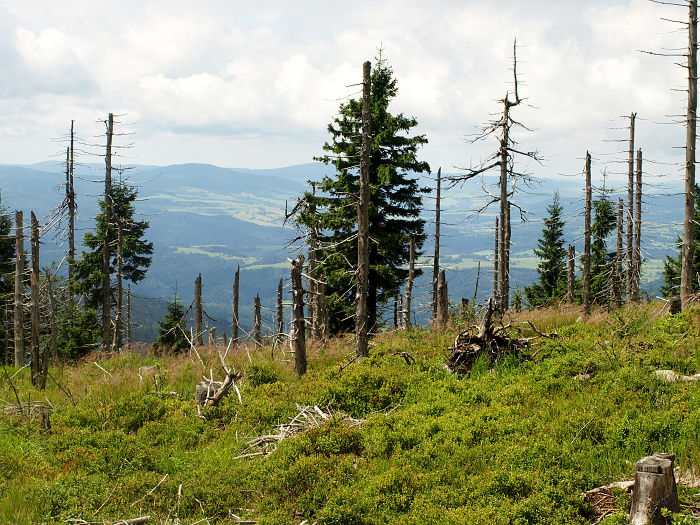
U vrcholu Černé stráně
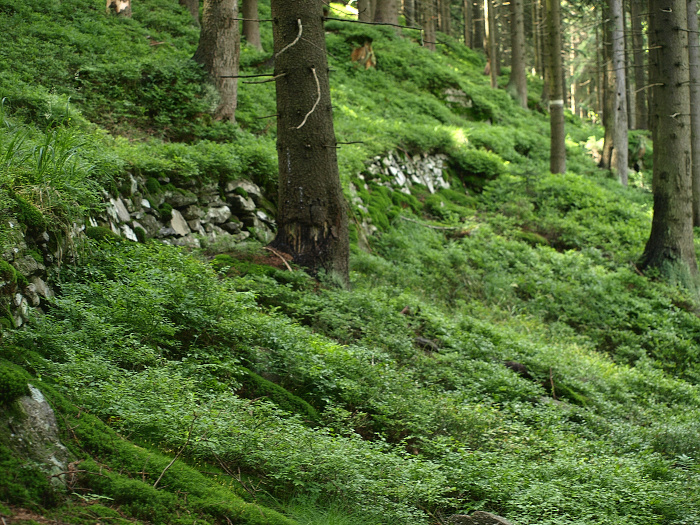
Zbytky lesní železnice
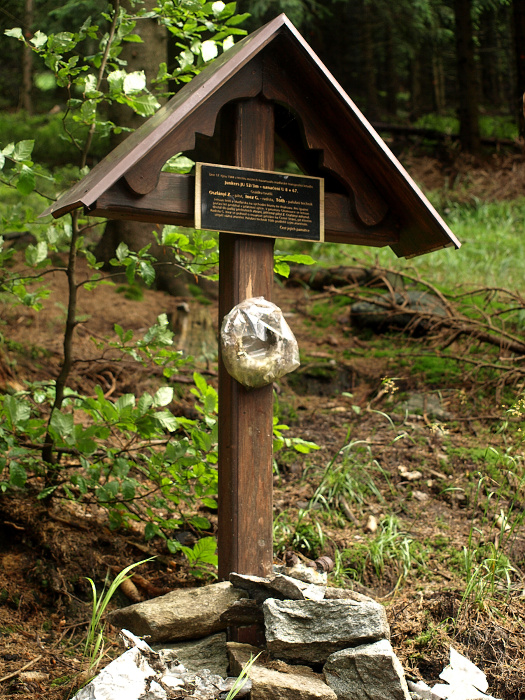
Památník letecké havárie